# سایتو ماکوتو
سایتو ماکوتو (انگلیسی: Saitō Makoto؛ زاده ۲۷ اکتبر ۱۸۵۸ درگذشته ۲۶ فوریهٔ ۱۹۳۶) یک سیاست‌مدار اهل ژاپن بود.